# 班尤马山语
班尤马山语（班尤马山语：Basa Banyumasan 或 Basa Ngapak）是爪哇语的一種方言，主要通行于爪哇岛三个地区使用班尤马山语，即位于中爪哇省最西端的班尤马山，有士拉末山脉和细加尤河四面环绕；西爪哇省近郊；以及万丹省北部。 集中包括马金南、芝拉扎、贡邦、加布棉、班查内加拉、万灵牙、普禾格多、务米亚由、斯来曼、巴马冷、直葛与务里碧等市。